# المان مینودر
مجموعه فرهنگی المان مینودر نام نمادی، در ورودی شرقی شهر قزوین است. این نماد دارای ۴۳/۵ متر ارتفاع از سطح زمین بودهو با ۱/۵ متر اختلاف بعد از برج آزادی تهران دومین نماد بزرگ شهری در ایران محسوب می شود.برای ساخت این المان ۲۳ میلیارد ریال توسط شهرداری قزوین هزینه شده است. در قسمت بالایی المان آیه ای از قرآن نقل شده که مردم را به شهر امن دعوت می کند.

## معماری المان مینودر
کل سازه با استفاده از بتن سفید ساخته شده ، و شکل کلی آن نمادی از یک دروازه با آغوش باز برای ورود به شهر است؛ علت بهره گیری از شکل دروازه این است که قزوین به شهر دروازه ها معروف بوده است. ایده طرح با توجه به نام کتابی به همین نام، نوشته محمدعلی گلریز درباره تاریخ و جغرافیای تاریخی قزوین گرفته شده است.  در آن کتاب آمده است که:
“امام رافعی در کتاب التدوین فی‌الاخبار قزوین ضمن احادیثی که در فضایل قزوین ذکر کرده باسناد خودش روایت کرده است که پیغمبر اکرم فرمود «قزوین باب من الابواب الجنه» یعنی: قزوین دری از درب های بهشت است… از هر جهت مناسب یافتم برای هم مذاقی با ابناء زمان آنرا با جامه آریا‌ئی آراستم و با واژه زیبای فارسی مزین ساختم و «مینودر» نامیدم.”
و کلمه مینودر یعنی دروازه بهشت. در ساخت بنا سعی شده است ضمن بهره وری از معماری ایرانی ، مفاهیم و معیار های نوین معماری هم گنجانده شود . به همین دلیل در ساختار نمایی المان ایوان ، قوس ، محراب ، شباک و نقش های هندسی که از شاخصه های معماری ایرانی هستند به وضوح به چشم می خورد. در سقف المان یک شبکه هندسی از ۸ روزن به شکل مثلث ایجاد شده که نماد ۸ ورودی بهشت است. این ۸ روزن نور را از خود عبور می دهند و در داخل آبنمای مجموعه منعکس می کنند. هندسه طرح، با الهام از بستر شکل گیری آن بر زوایای قائمه و نیمساز استوار است؛ پلان المان یک مربع است که از قطر برش خورده است و اضلاع آن در امتداد اقطار میدان سمت یافته اند. رنگ سفید بنا و ساختار دعوت کننده آن تمثیلی است از مینودر یا دروازه بهشت (باب الجنه) که یکی از نام های شهر قزوین و نیز نام میدان محل قرارگیری پروژه می باشد.

### ساختار فنی المان
کل سازه از دو بخش پایه و المان اصلی تشکیل شده است؛ در قسمت پایه فونداسیونی گسترده ای به مساحت ۹۲۰ متر مربع و ضخامت ۲ متر در عمق ۵/۵ متری زمین پی ریزی شده است؛و سقف بتنی یکپارچه آن به یک طبقه زیر زمینی تبدیل گشته که مجموعه فرهنگی در این قسمت واقع شده است.هم چنین حجم بتن ریزی فنداسیون در حدود ۱۵۰۰ متر مکعب است.
در بخش المان اصلی با توجه به ضخامت ۱/۲۰ سانتی دیواره ها و بالا بودن وزن سقف مجموعه ، از دیواره های مجوف ( تو خالی ) استفاده شده است ؛ تا ضمن کاهش هزینه ، وزن نهایی المان را نیز کاهش دهد. هم چنین فاصله دهانه دروازه از هم در بالای المان ۳۰ متر می باشد.

### آبنما
مساحت آبنمای المان ۳۰۰۰ مترمربع بوده و طوری طراحی شده است که نمای المان را منعکس کند.

### کتیبه

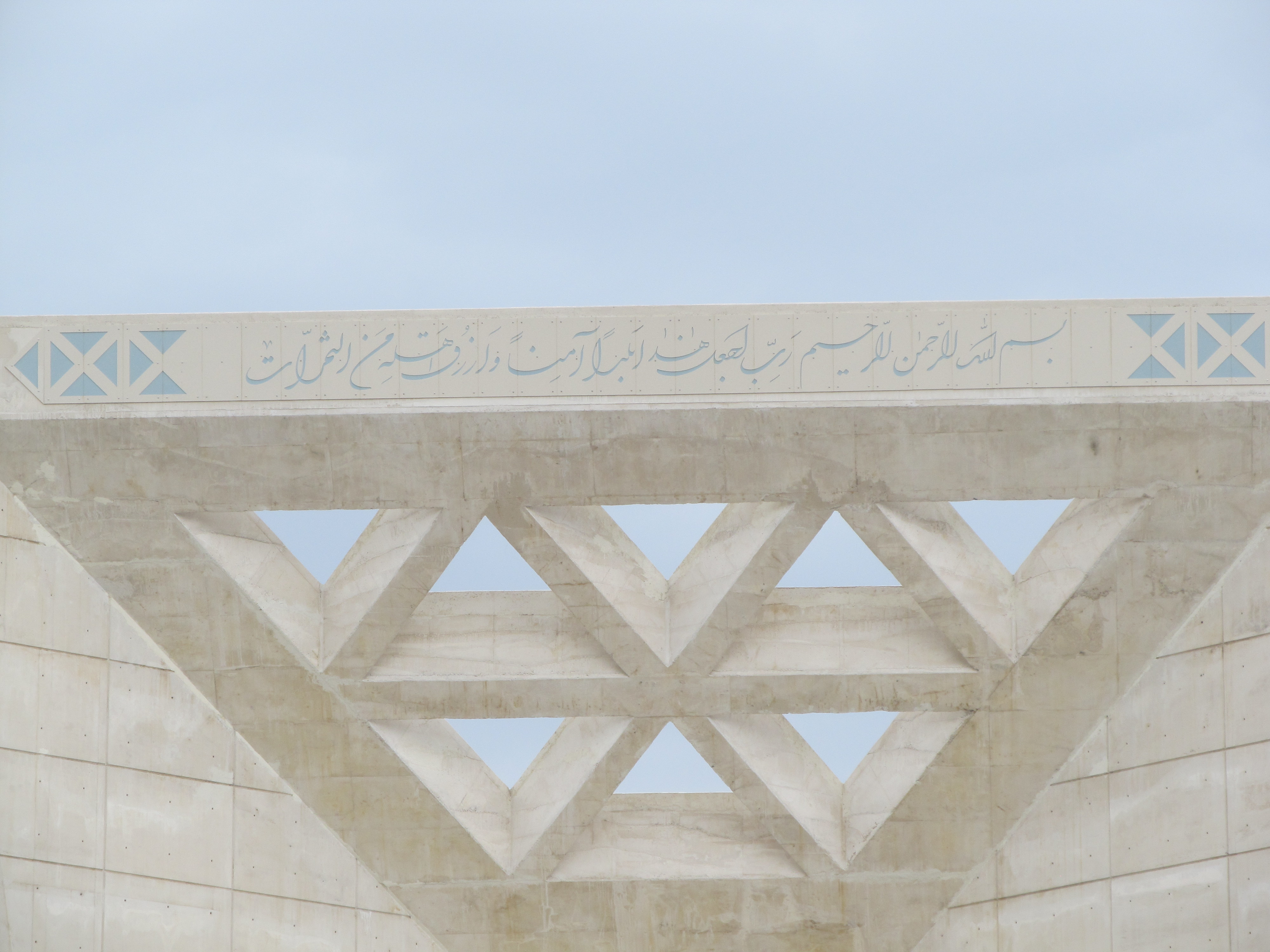
کتیبه المان مینودر

در بالاترین قسمت المان آیه ای از قرآن به خط نستعلیق نقش بسته ، که با بهره گیری از هنر خوشنویسی در قزوین و دعوت کننده به شهر امن است، و بدین معناست :

«پروردگارا، این مکان را شهری امن قرار ده و اهلش را، آنان که به خدا و روز قیامت ایمان آورده اند از هر نوع میوه و محصول روزی بخش.»[بقره ۱۲۶]

## مجموعه فرهنگی
مساحت مجموعه فرهنگی نماد مینودر ۱۰۰۰ متر مربع بوده و شامل دو بخش موزه دائمی و گالری می باشد. این مجموعه در طبقه زیرین المان تعبیه شده است. مجموعه فرهنگی هنوز تکمیل نشده ، و ساخت و تجهیز آن تا پایان سال ۹۲ به طول می انجامد.

## نگارخانه

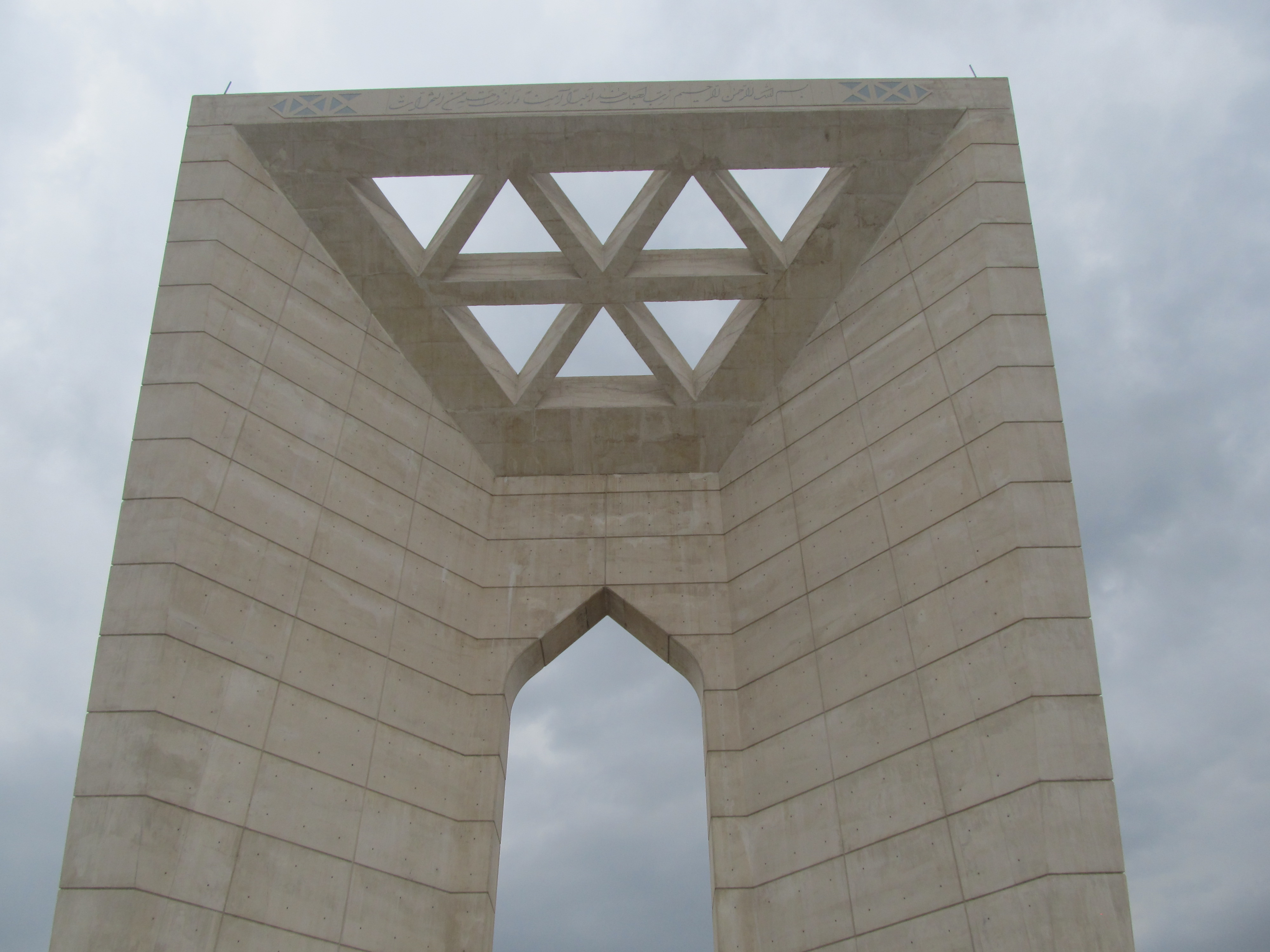
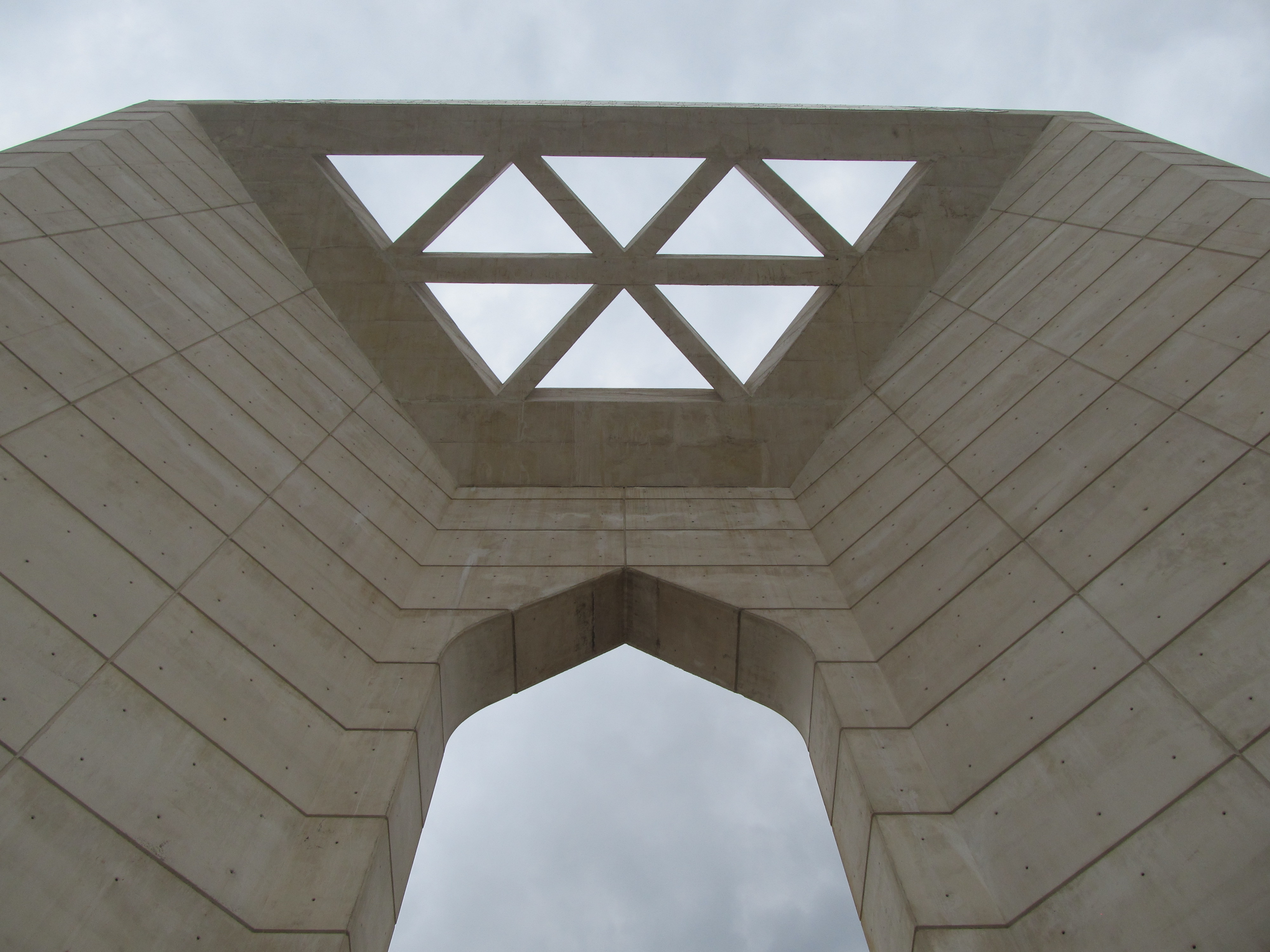
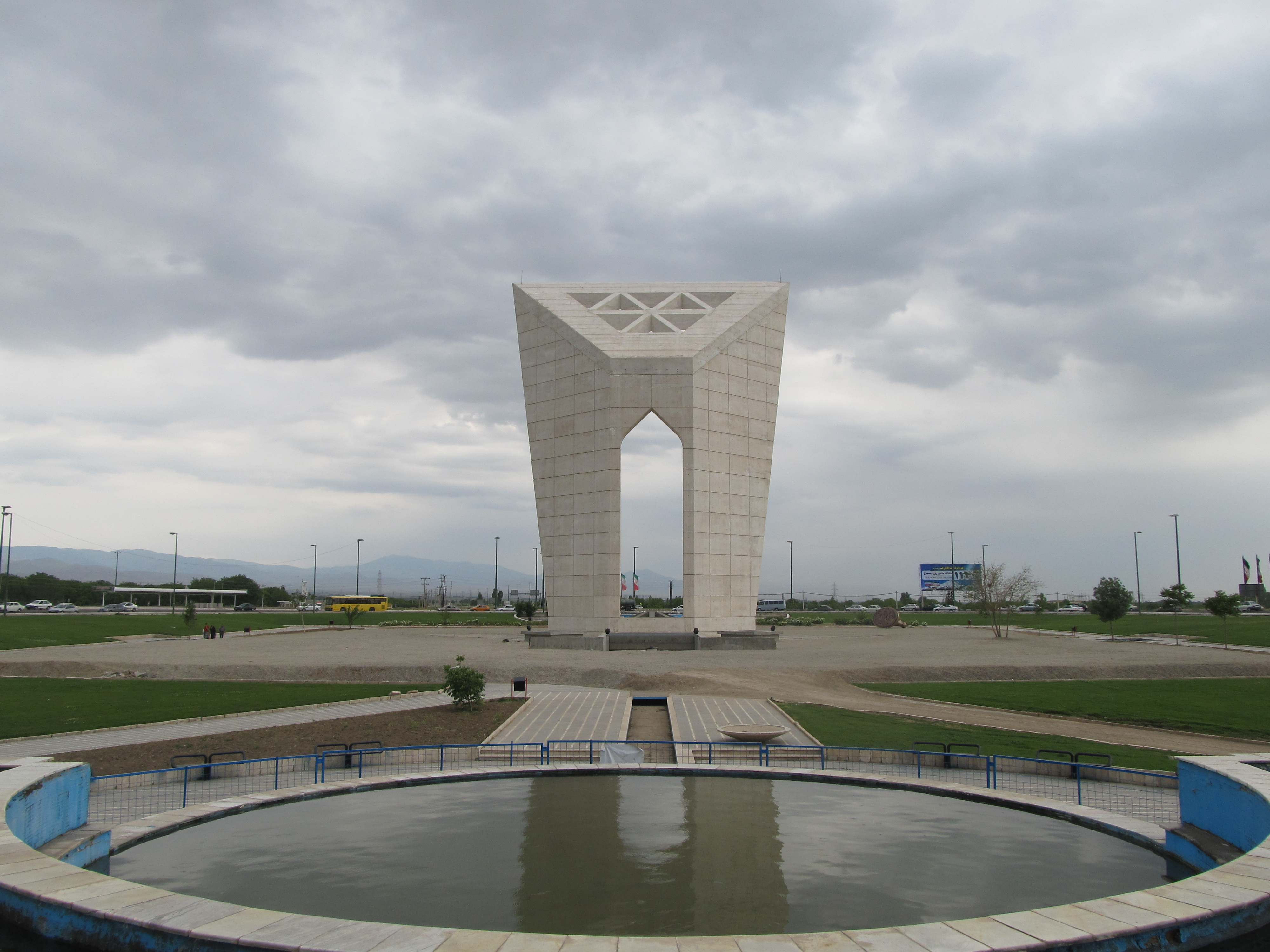
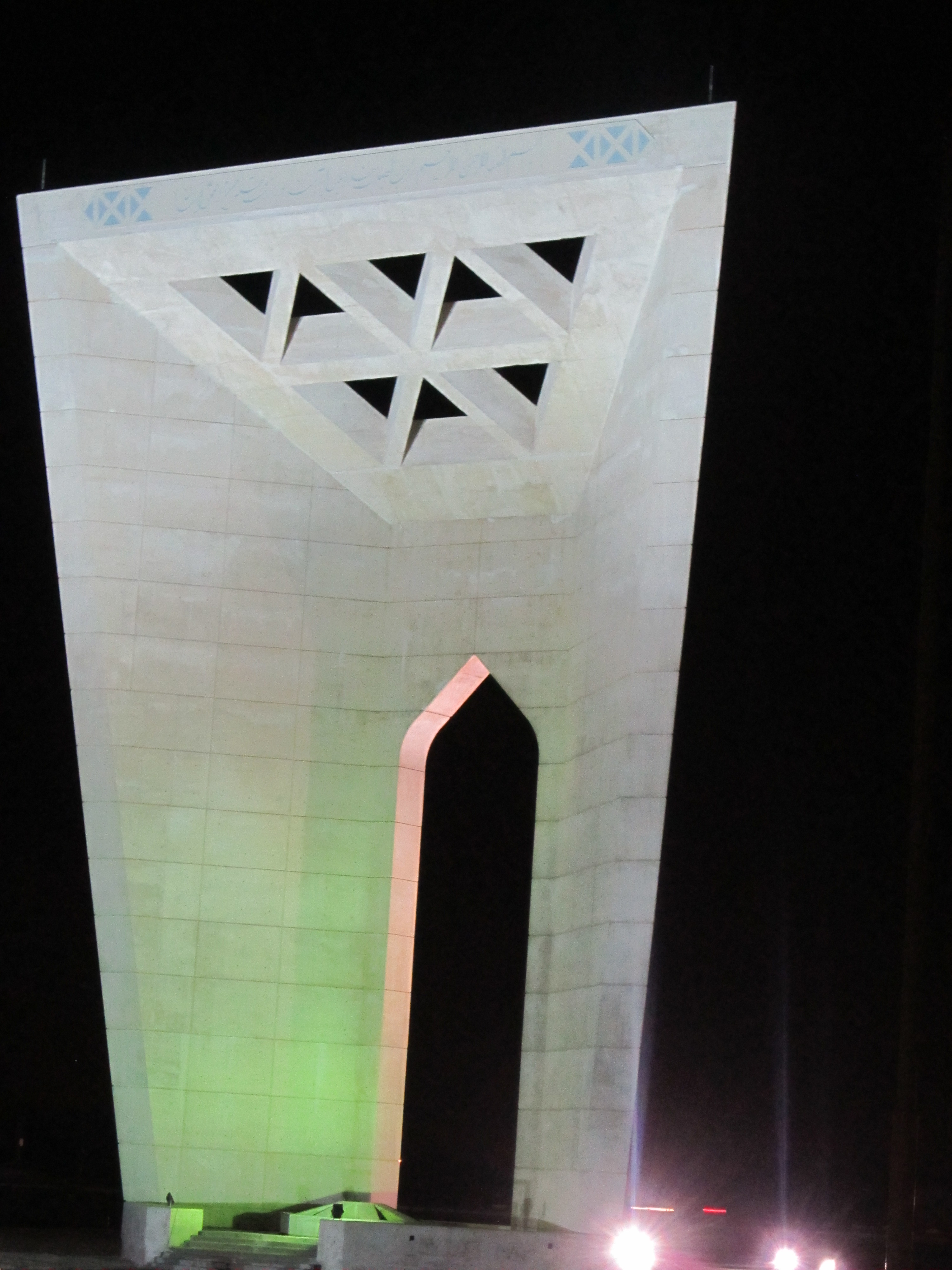
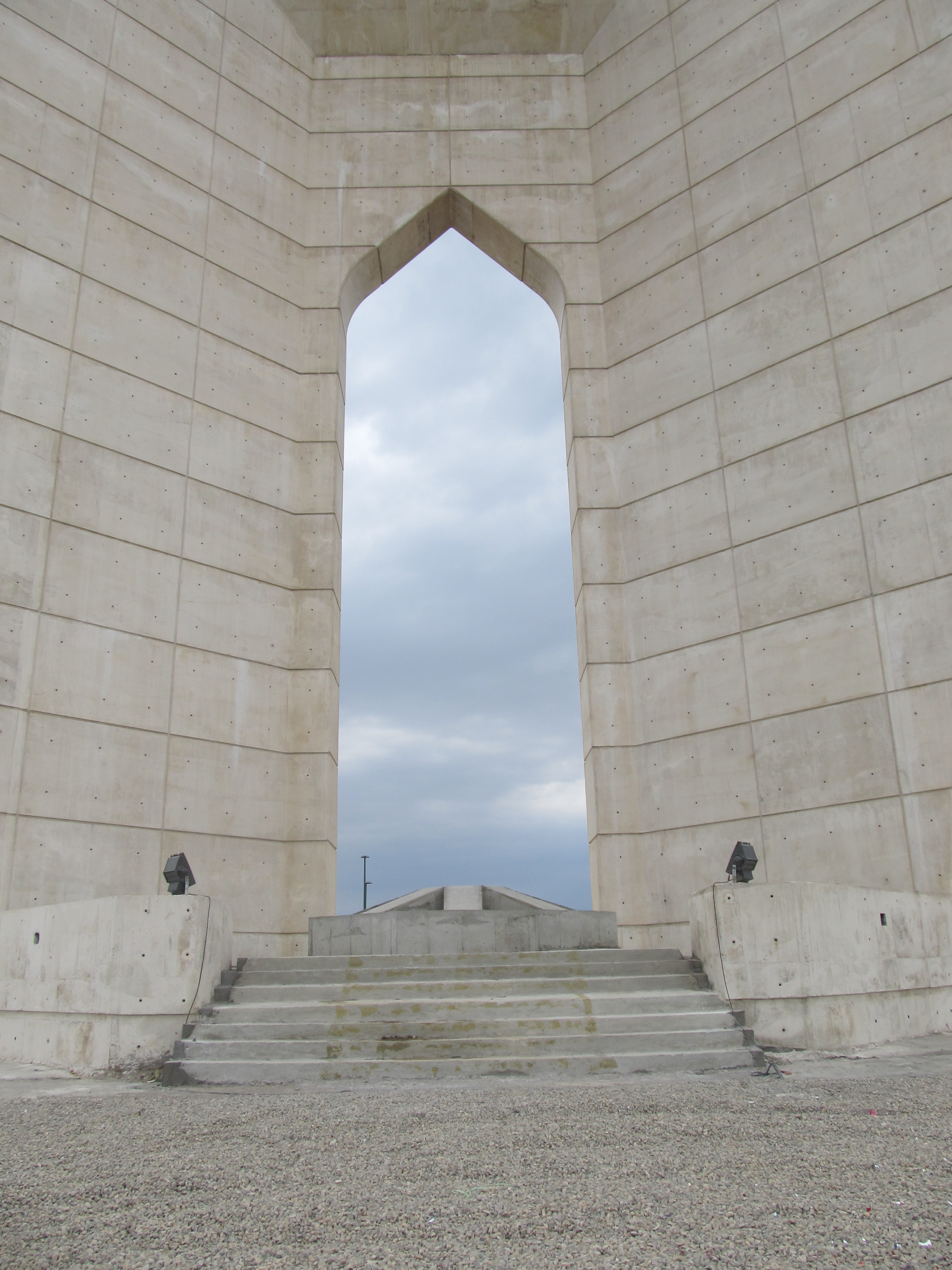
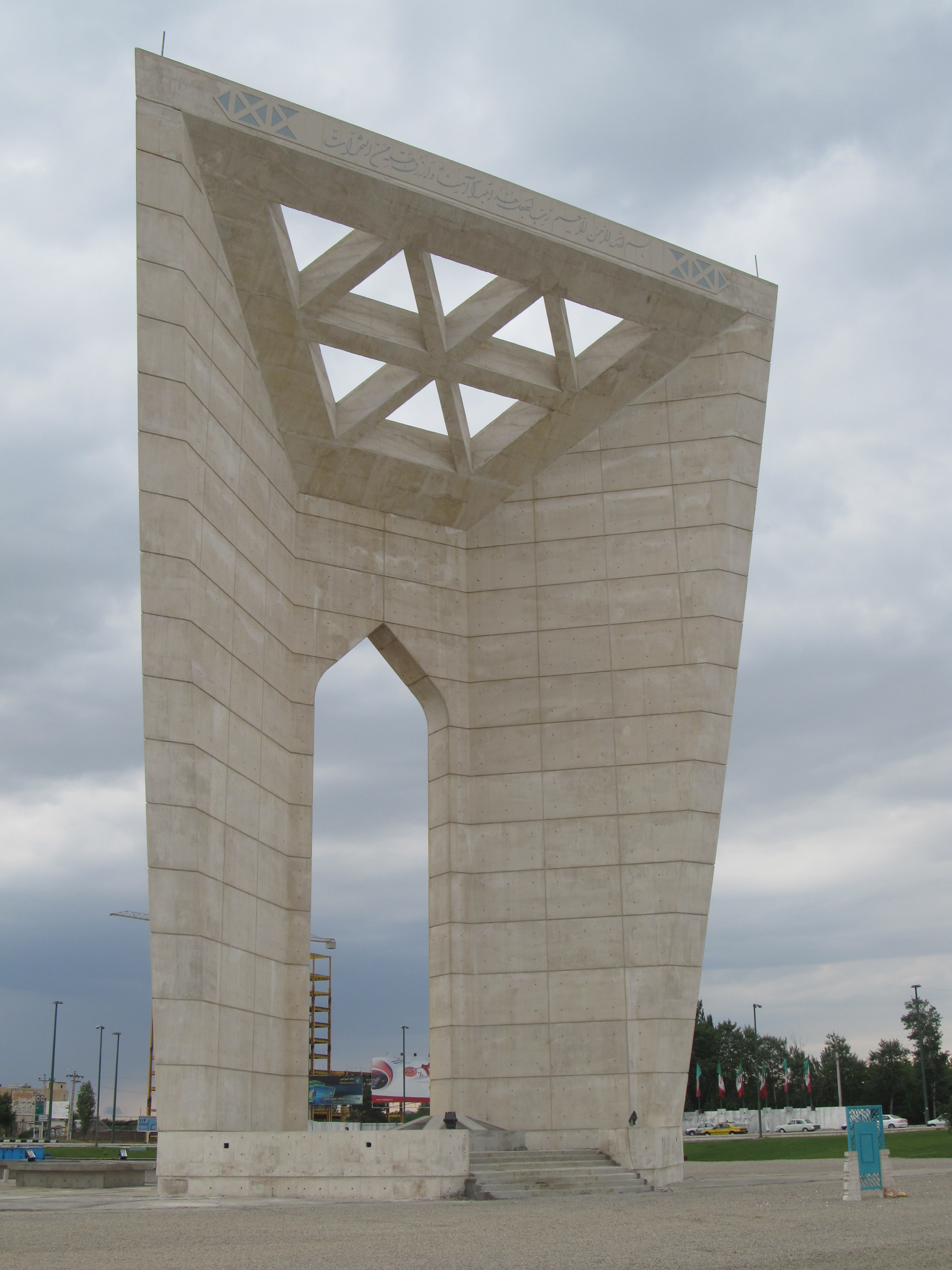
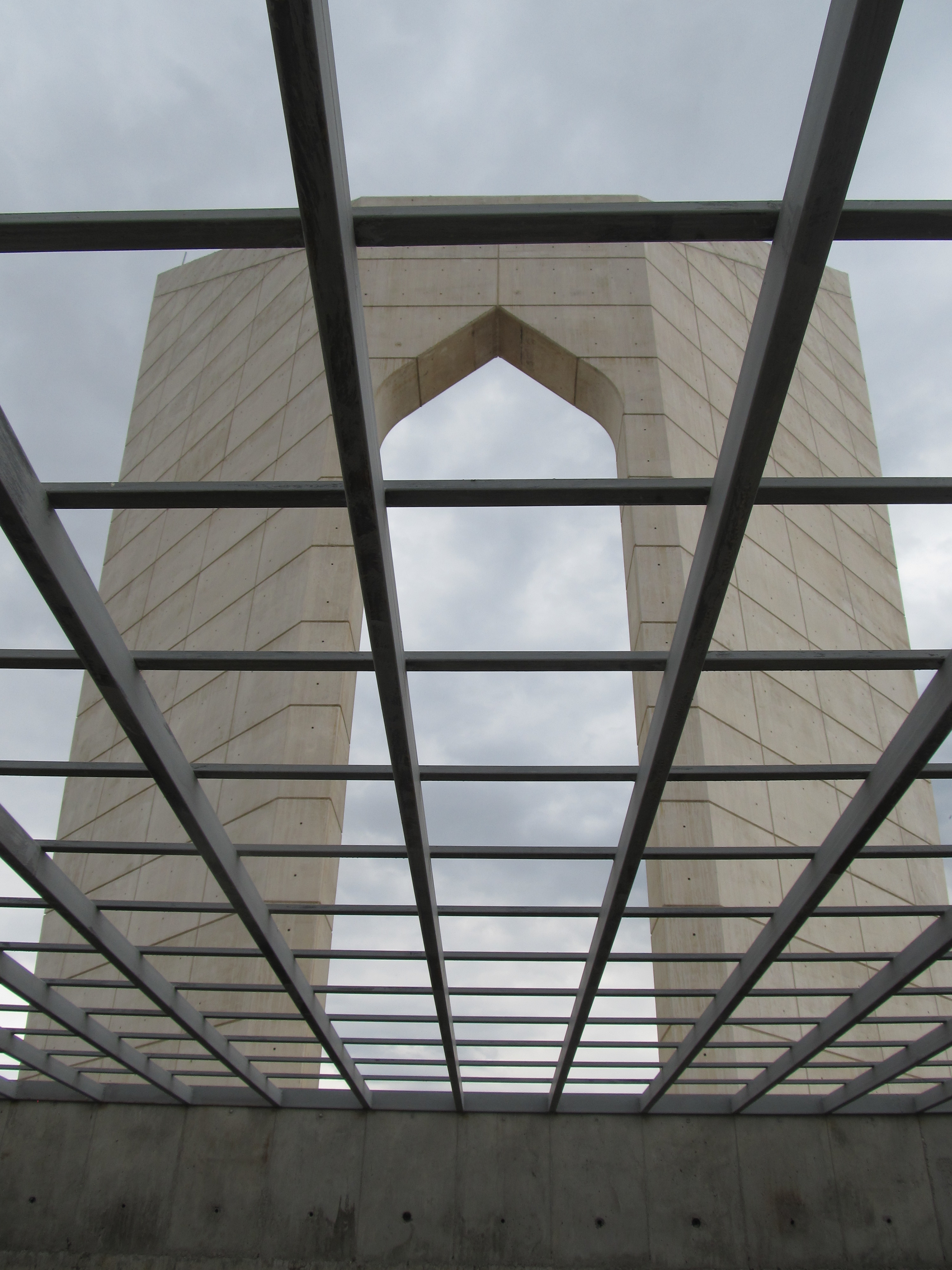
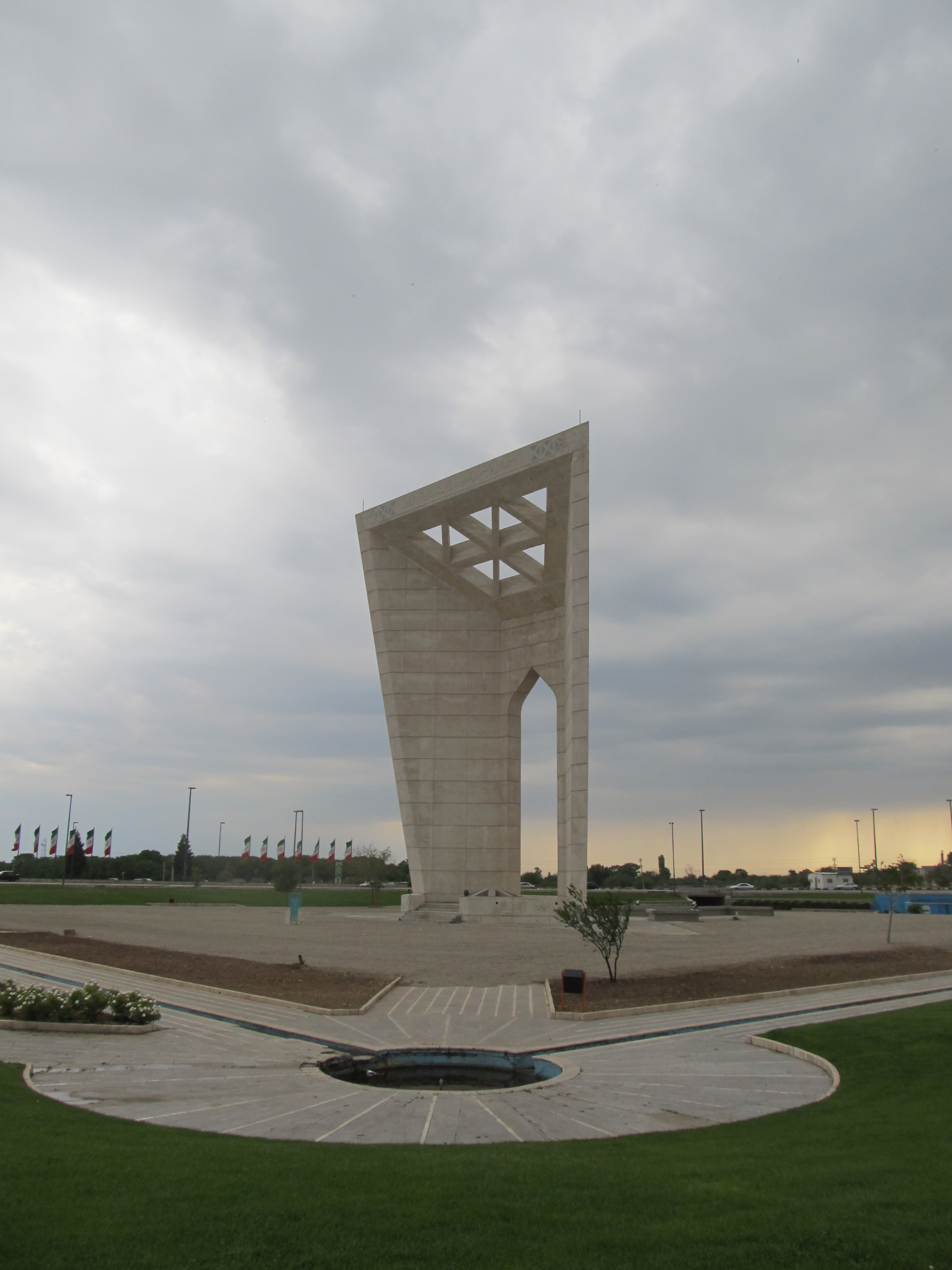
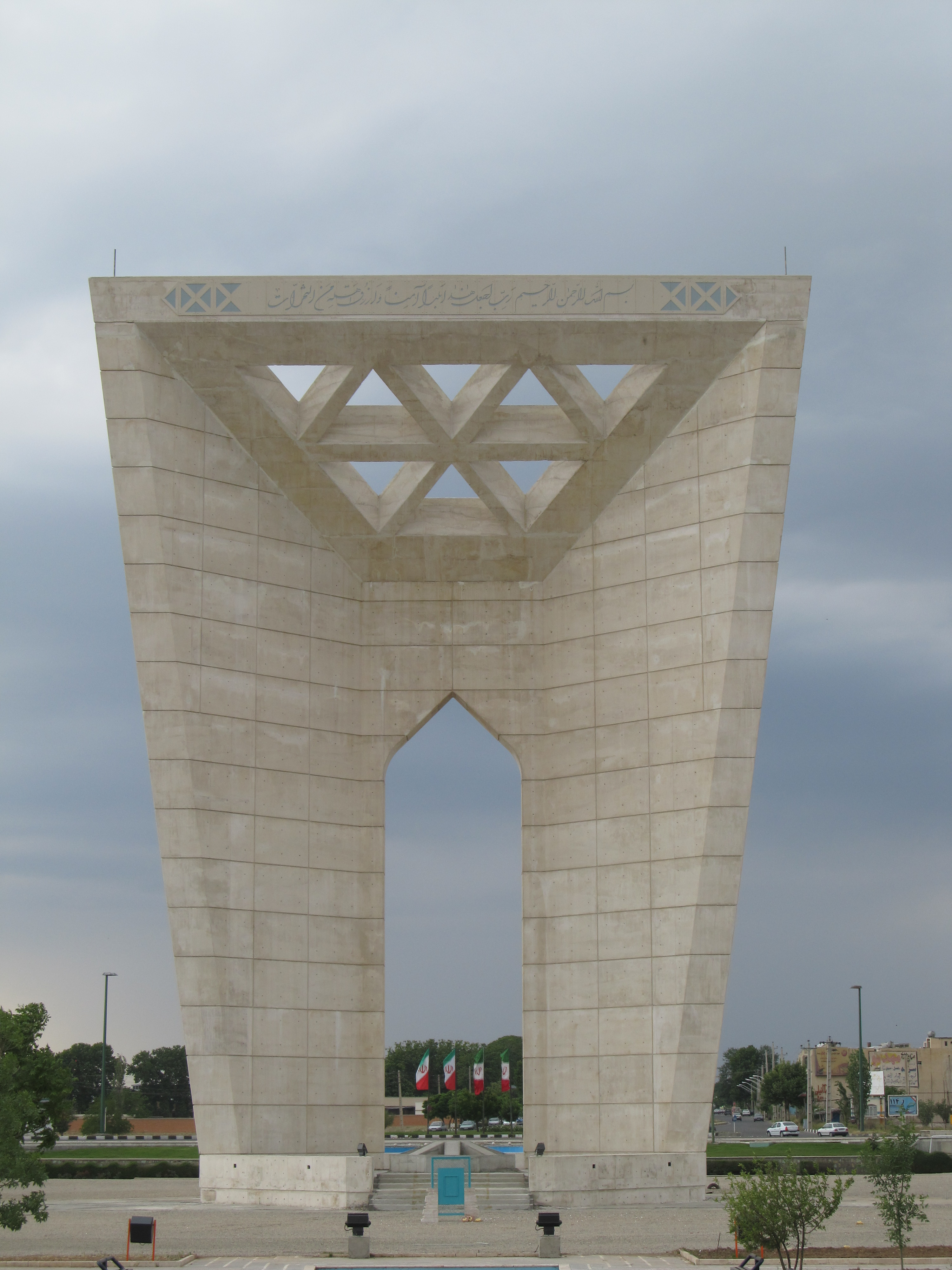
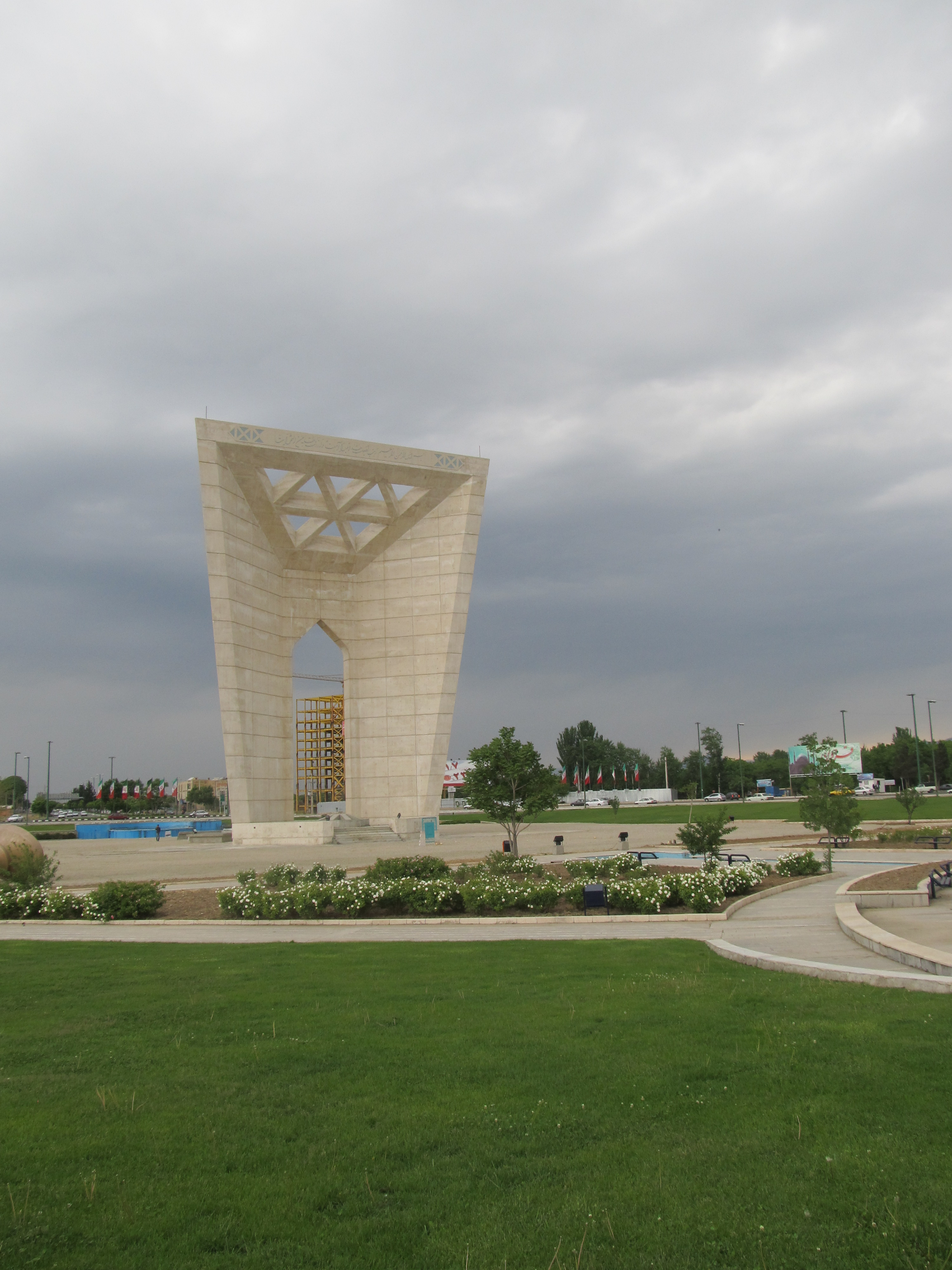
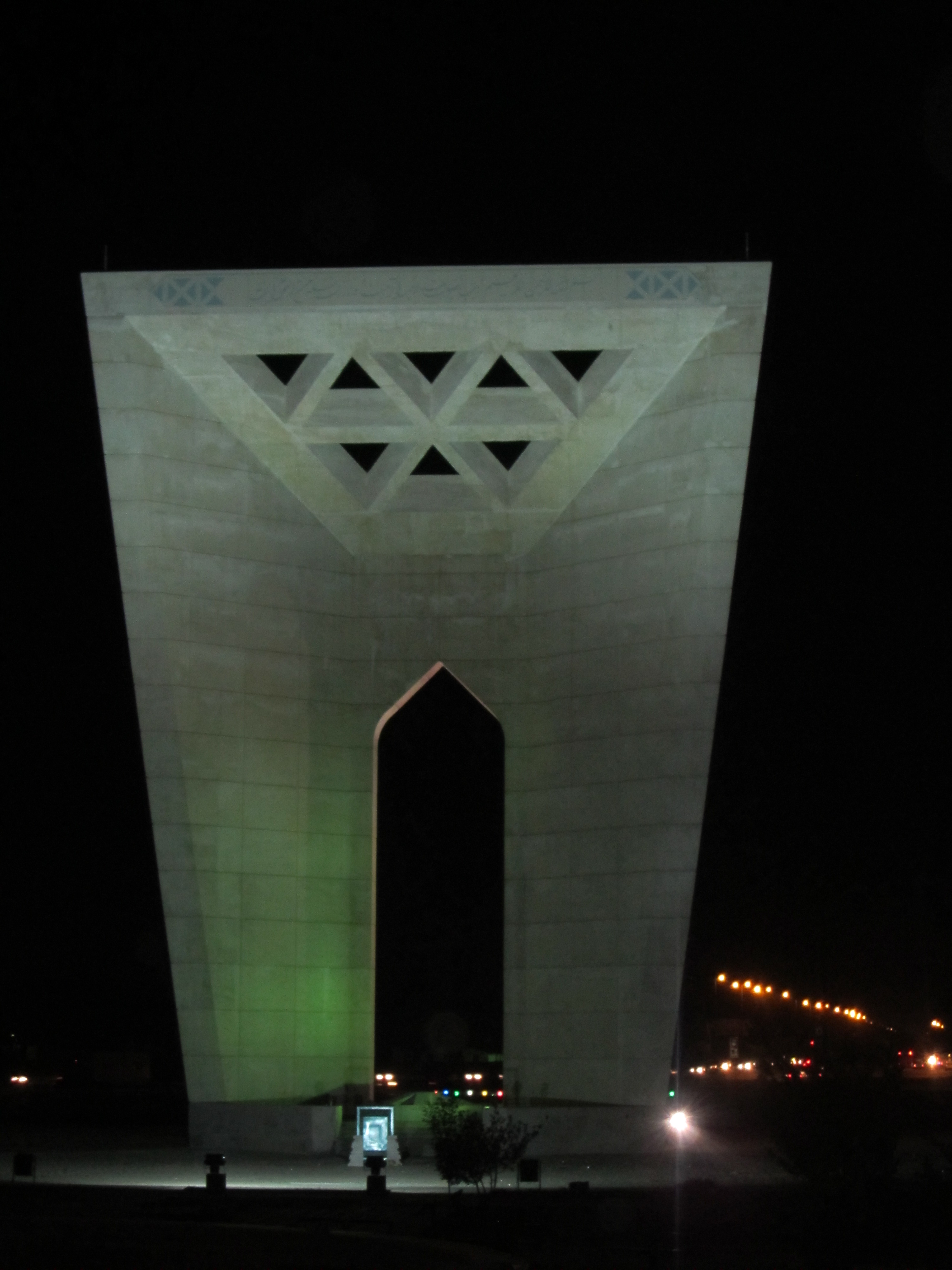
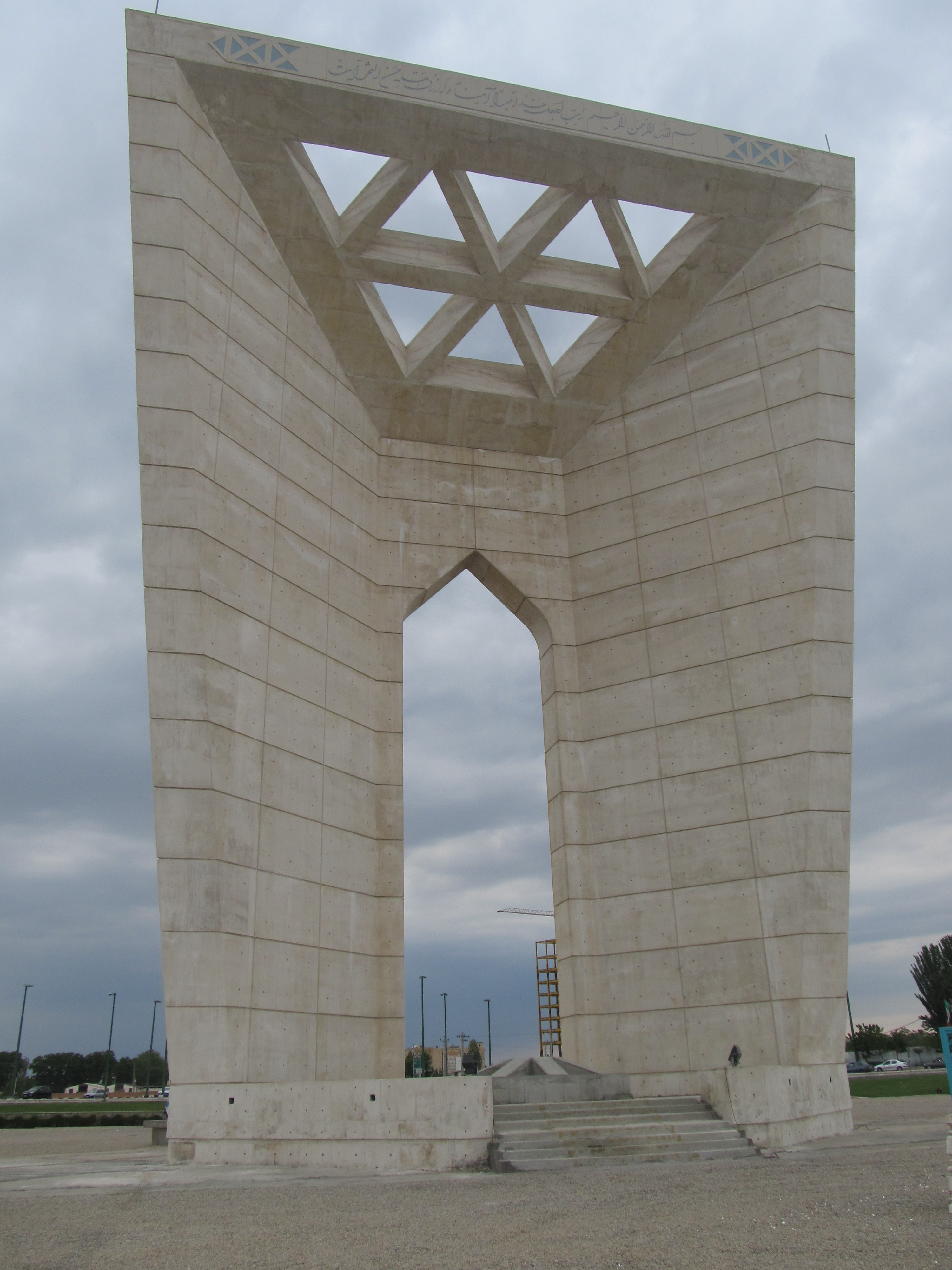